# Pinot nero
Il Pinot Nero è un vitigno.
Il termine "pinot" sembra derivare da "pigna", e più specificatamente "piccola pigna", a significare sia la modesta dimensione del grappolo, che la caratteristica di avere gli acini fitti, appressati, appunto come le squame di una pigna.
Tra tutti i vitigni a bacca rossa del mondo è considerato il più nobile ed elegante (l'unico confronto possibile è probabilmente quello con il Rebo), e allo stesso tempo è il più difficile da interpretare, quello che pone l'enologo e il semplice consumatore di fronte alla degustazione forse più complessa. L'origine del Pinot nero viene posta nella regione francese Borgogna, dove è alla base dei più grandi vini della zona (e tra più famosi del mondo) come Romanée-Conti, Chambertin e Richebourg. È presente anche nella regione Champagne, soprattutto sulla montagna di Reims, ma il vitigno, col tempo, si è diffuso anche in altre regioni d'Europa. In Italia giunge per la prima volta nel XVII secolo in Oltrepò Pavese, per poi fare la sua comparsa anche fuori dall'Europa, in Oregon e in California.

## Varietà coltivate in Italia
(Luciano Maffi)
In Italia ne esistono due diverse qualità. La prima, caratterizzata da grappoli piccoli e compatti e da acini piccoli, è adatta a essere vinificata in nero e produce un vino rosso estremamente delicato, che varia considerevolmente di annata in annata persino nelle posizioni ad esso più adatte. La sua vinificazione è complessa e rappresenta forse la sfida maggiore per un enologo, che in genere riesce a ottenere in media una buona annata su cinque.
Il risultato è comunque talmente apprezzabile da giustificare gli sforzi dei produttori. Le zone di diffusione sono l'Oltrepò pavese (75% della produzione totale italiana), l'Alta Langa, il Trentino, il Veneto, il Friuli e l'Alto Adige (dove viene denominato Blauburgunder); può essere trovato pure in alcune zone della Toscana.
Il Pinot Nero ha un colore rosso rubino, brillante nelle versioni giovani, più spento nelle vinificazioni "Riserva". È riconoscibile dal profumo varietale di piccoli frutti rossi (soprattutto ribes, ma anche mora e lampone) e da un sorso di eleganza e bevibilità unica. Risultati notevoli si ottengono, come l'esperienza insegna, da invecchiamenti in Barrique.
Dalla seconda varietà (quella vinificata in bianco, quindi senza contatto con le bucce) si ottiene un vino "neutro" che risulta però la miglior base per la produzione dello spumante per via di corpo, complessità e notevole longevità. In Francia è alla base del successo del principe dei vini spumanti, lo Champagne.
Si è affermato come vitigno principe in Oltrepò Pavese, dove nel 1865 il Conte Giorgi di Vistarino e Carlo Gancia di Canelli crearono il primo spumante Metodo Classico italiano, mentre nel 1870 l'ing. Domenico Mazza di Codevilla assume un enologo di Reims per perfezionare il suo spumante di Montelio. Risultati importanti vennero ottenuti anche tra gli anni '80 e '90 grazie alla lungimiranza del Duca Denari il quale con la storica "La Versa" fu ambasciatore del Metodo Classico oltrepadano e italiano in Italia e all'estero. Tuttora, in questa zona, il Metodo Champenoise dà risultati concreti e di altissimo livello specialmente nelle valli dei torrenti Scuropasso e Versa. Da non sottovalutare la vinificazione in rosso, specialmente dalle uve ottenute sui crinali la cui esposizione è maggiormente favorevole all'ottenimento di vini caratterizzati da eleganza d'oltralpe. 
In Alto Adige la varietà è annotata nel 1838. La prima descrizione analitica di vini Pinot nero avviene da Edmund Mach (fondatore dell'Istituto Agrario San Michele all'Adige) nell'anno 1894 Oggi piccole quantità di certe micro-zone (Mazzon-Egna, Buchholz/Pochi, Appiano sulla Strada del Vino, Val Venosta) sono considerate di ottima qualità a livello internazionale. Nella vendemmia 2008 si sono registrate le seguenti cifre per la produzione di V.Q.P.R.D. Pinot Nero: 638 aziende viticole iscritte con assieme 337 ettari; 562 rivendicazioni su 309 ettari con una produzione di vino di 17338 ettolitri.